# Pteronymia stantis
Pteronymia stantis är en fjärilsart som beskrevs av Richard Haensch 1909. Pteronymia stantis ingår i släktet Pteronymia och familjen praktfjärilar. Inga underarter finns listade.